# Trilogy (album ATB)
Trilogy – szósty album studyjny niemieckiego didżeja, André Tannebergera.
W Polsce nagrania osiągnęły status platynowej płyty.

## Lista utworów
CD1
1. "Justify" (feat. Jennifer Karr) – 3:45
2. "Desperate Religion" (feat. Karen Ires) – 4:37
3. "Renegade" (feat. Heather Nova) – 5:36
4. "Beautiful Worlds" – 5:06
5. "Stars Come Out" (feat. Heather Nova) – 3:26
6. "Feel Alive" (feat. Jan Löchel) – 3:45
7. "Made of Glass" (feat. Heather Nova) – 4:18
8. "Alcarda" – 4:58
9. "These Days" (feat. Jeppe Riddervold) – 5:33
10. "Better Give Up" (feat. Jan Löchel) – 5:07
11. "Some Things Just Are the Way They Are" (feat. Jeppe Riddervold) – 5:27
12. "The Chosen Ones" (feat. Jan Löchel) – 4:13
13. "Night Watch" (iTunes Bonus track) – 5:12

CD2
1. "Searching for Satellite" – 6:16
2. "Fahrenheit 451" – 4:26
3. "Trilogy (The Final Chapter)" – 5:08
4. "A Rainy Afternoon" – 3:46
5. "No Fate" – 7:07
6. "One Small Step" – 4:23
7. "Dooley’s World" – 4:56
8. "9 A.M." – 4:20
9. "Tristan Da Cunha" – 4:16
10. "A Dream About You" – 4:46
11. "Illuminated Mind" – 6:22
12. "Shine On" – 7:39
13. "Under the Sky" – 4:20
14. "One Million Miles" – 4:04

## Pozycje na listach
| Lista | Kraj   | Pozycja |
| ----- | ------ | ------- |
| OLiS  | Polska | 6       |